# Petites Cités de Caractère de France
Ne doit pas être confondu avec Cités de Caractère de Bourgogne-Franche-Comté ou Villages et cités de caractère.
 (avril 2025).
Petites Cités de caractère de France est une association française loi de 1901 qui décerne la marque « Petites Cités de caractère ».

## Présentation
L'association Petites Cités de caractère de France décerne la distinction « Petites Cités de caractère », une marque protégée créée en Bretagne en 1976 par Jean-Bernard Vighetti, un professeur breton de géographie, effaré par le délabrement de certains édifices dans des localités pourtant historiques et charmantes. Le développement s'étend ensuite dans d'autres régions comme la Franche-Comté, les Pays de la Loire, le Poitou-Charentes ou la Champagne-Ardenne. Cette distinction nationale « vise à mettre en valeur l'authenticité et la diversité du patrimoine de certaines petites communes (moins de 6 000 habitants) dotées d'un bâti architectural de qualité et cohérent ».
Son but est d'accompagner les communes désirant concilier leur projet de développement et la gestion de leur héritage patrimonial, et de valoriser ces communes auprès du public.
Il existe 239 communes ayant la distinction « Petites Cités de caractère de France en 2024 ».